# Список розсилки
Список розсилання (англ. emailing list (electronic mailing list), email-list) — Інтернет-послуга, що надає можливість об'єднати певну кількість людей в єдину закриту групу розсилання. Це практично єдиний сервіс, який не має власного протоколу та програми-клієнта і працює винятково через електронну пошту. При цьому e-mail адреси учасників приховані, а спілкування між ними відбувається через єдину e-mail адресу. Кожному, хто бажає стати учасником списку розсилання чи від'єднатися від нього, достатньо написати листа на адресу розсилання.
Лист, якого посилають на адресу списку розсилання, автоматично розповсюджується поміж усіма учасниками списку розсилання, не вимагаючи від автора знати адреси всіх зацікавлених осіб. Новий учасник такого списку може одразу долучитися до дискусії, не збираючи адреси всіх інших учасників. Також відпадає потреба щоразу складати перелік адрес, на які має надійти лист.
Ідея роботи списку розсилання полягає в тому, що існує деяка адреса електронної пошти, яка насправді є загальною адресою багатьох передплатників цього списку розсилання. Користувач посилає лист за цією адресою і його отримують люди, які підписались чи передплатили це розсилання.

## Ефективність
Поштові розсилки мають порівняно високий ROI на рівні 122 %, що вчетверо перевищує показники інших підходів маркетингу. При цьому на ефективність розсилок впливають такі критерії:
- Доставка: повідомлення не повинні розцінюватися поштовими серверами як спам.
- Сегментація контактів: більш персоналіфіковані листи мають вищі показники прочитання, ніж загальні масові кампанії розсилок.
- Інтеграція з CRM: зазвичай, висористовується для відстеження реакції отримувача та щоб уникати повторних розсилок.
- Адаптація для мобільних пристроїв: понад 60 % листів електронної пошти читаються на мобільних пристроях, 15 % — у додатках для комп'ютерів та 24 % — вебінтерфейсі пошти[4].
- Обробка відповідей, зокрема, автоматизація відповідей на листи від отримувачів розсилок.
- Ефективність відстеження[5].

## Використання
Такий сервіс за завданнями, які він повинен виконувати, схожий на новини мережі Usenet, але має суттєві відмінності.
1. Повідомлення, які розповсюджуються через електронну пошту, завжди будуть прочитані передплатником, дочекавшись його в поштовій скриньці, а статті в новинах мережі знищуються з часом, і стають недоступними.
2. Списки розсилання більш керовані й конфіденційні: адміністратор списку повністю контролює набір передплатників та може слідкувати за вмістом повідомлень. Кожен список розсилань ведеться якоюсь організацією й вона повністю контролює список, на відміну від новин Usenet, які не належать нікому й менш керовані.
3. Для роботи із списком розсилання досить мати доступ до електронної пошти, і передплатниками можуть бути люди, котрі не мають доступу до новин Usenet або яких-небудь груп цих новин.
4. Такий спосіб передання повідомлень є швидшим, оскільки повідомлення передаються напряму абонентам, а не по ланцюжку між серверами Usenet. Проте, порівнюючи списки розсилпння та новини Usenet, потрібно відмітити, що часто групи Usenet можуть також бути доступними через списки розсилання й іншими способами, наприклад, через WWW. Це означає, що користувач може обрати найзручніший для себе спосіб роботи.

Списки розсилання можуть бути використані в таких цілях:
- односторонні розсилання новин (як правило від однієї адреси всім іншим);
- дискусія між учасниками.

Ситуації, коли застосовують списки розсилання як адекватний засіб вирішення поставлених завдань, досить характерні.
1. Організації часто створюють списки розсилання для сповіщення своїх клієнтів, користувачів своїх продуктів чи просто зацікавлених осіб про випуск нових продуктів, комерційних пропозиціях, різних новинах компанії і т. д. Наприклад, видавництво O'Reilly & Associates має список розсилання, з якого можна дізнатися про вихід нових книг видавництва. Такі списки стають делалі популярнішими.
2. Коли потрібне створення списку розсилання — це, коли обговорюється якесь особливе питання, що цікавить лише вузьке коло людей, і створювати для нього групу в новинах Usenet є недоцільним.
3. Списки розсилання часто використовуються віртуальними робочими групами — людьми, котрі живуть у різних точках планети, але працюють над одним проєктом. Зокрема, деякі книги вищезгаданого видавництва були написані групою авторів, котрі ніколи не зустрічалися наживо й спілкувалися винятково через список розсилання.

Списки розсилання мають і певні недоліки та складнощі. Якщо користувач передплатив декілька доволі активних списків, то настане такий час, коли поштова скринька буде заповнена листами із списків розсиллання, в результаті чого особисті листи, котрі цікавлять користувача насамперед, загубляться. Для того, щоб не виникало такої проблеми, потрібно скористатися програмою, яка розсортовує листи із списків розсилання в окремі теки в момент отримання пошти — як правило, такі листи можна впізнати за їх заголовками.

## Linux kernel mailing list (LKML)
Список розсилки розробників ядра Linux (LKML) є основним електронним списком розсилки, де відбудеться більшість оголошень, дискусій і дебатів. Існує багато інших списків розсилки, щоб обговорити різні підсистеми і порти ядра Linux, але LKML є основним каналом зв'язку між розробниками ядра Linux. Цей список зазвичай отримує від 900 до 1000 повідомлень щодня.
Крім розробки, mailing lists може представити метод для здавання питань і отримання відповідей від обізнаних розробників, або інших користувачів. Наприклад, індивідуальна розсилка часто представляє mailing lists для новачків. Абоненти mailing list часто не відповідають на питання задані неодноразово. Тому, буде більш правильним завжди проводити пошук в архіві даного mailing list перш ніж поставити питання.